# 保罗·乔治
保羅·克里夫頓·安東尼·喬治（英語：Paul Clifton Anthony George，1990年5月2日—），美國NBA聯盟職業籃球運動員。他在2010年NBA選秀中第1輪第10順位被印第安納溜馬選中。現在效力於費城76人。2016年夏季奧林匹克運動會代表美國參與籃球比賽奪得金牌。曾多次帶領印第安納溜馬殺入季後賽。喬治在2014年8月，參加美國隊表演賽時嚴重骨折。受傷後的回歸仍繳出23.1分7籃板4.1助攻的成績，在2015-16賽季重新帶領溜馬進入季後賽，同年12月5日，拿下職業生涯新高的48分，並在該賽季重回東區全明星先發陣容以及獲選為年度第三隊。除受傷的賽季外，喬治每年皆入選明星賽名單、進入季後賽並入選最佳陣容。
根據《福布斯》，喬治是2020年年收入全球排名第38位的運動員（32,800,000美元）。

## 早年及高中
出生於1990年5月2日的加州棕櫚谷，有兩個姊姊，偶像為柯比·布萊恩，小時候是快艇隊的球迷，在進高中前沒有打過有系統的籃球，比起待在體育館，更喜歡打街頭籃球。
進入高中後，喬治展現了他的籃球天份，不僅是唯一一位高一的先發球員，並在二年級成為球隊主力，帶領校隊得到Golden League的冠軍，同時他得到MVP獎，並被洛杉磯日報選入。
儘管有了這些成就，但喬治並不是當時各大學球隊的主要招攬目標， Rivals.com 將他於全加州球員中排在第20位，第1名為 朱·霍勒迪 第2名為 德瑪爾·德羅贊，後來喬治起先口頭上答應了聖塔克拉拉大學的邀請，但在高中教練的建議下放棄，之後放棄包括佩珀代因大學、喬治城大學 、賓夕法尼亞州立大學 的邀請，最終因為想要有更多的上場時間，而選擇了加州州立大学弗雷斯诺分校。

## 大學生涯
喬治在弗雷斯諾分校打了兩年。在校隊的第一場面對沙加緬度加州州立大學他得到了14分，第2場面對聖瑪莉大學的比賽，喬治得到25分10籃板的佳績，雖然最後輸球，但喬治的單手扣籃還是被SportsCenter選入 「每日好球」於2008年11月18日。2009年2月9日他得到了新高的29分，帶領校隊88比82擊敗樹城州立大學。在2009年西部運動聯盟（WAC）男子籃球聯賽,弗雷斯諾分校擊敗夏威夷大學馬諾阿分校挺進四強決賽。隨後面對第一種子猶他州立大學，喬治得到16分5抄截，然而最後還是以85-68輸球。球隊最後以13勝21敗無緣參加2009年NCAA聯賽。 喬治以1176分鐘參賽時間、44.7%的三分球命中率（位居第2）及平均1.74個抄截領先WAC聯賽，同時3分球命中率也是隊史第3高。
大學的第2年，被運動畫刊評選入「16個最具娛樂性的大學籃球員」之一。2010年1月21日，他於對上猶他州立大學的比賽中扭傷了右腳踝並缺席4場比賽。二月11日回歸隨即得到大學生涯新高的30分且擊敗WAC聯賽的冠軍新墨西哥州立大學在2010年的WAC籃球聯賽中，喬治帶領校隊一路挺進四強賽，最終敗給的路易斯安那理工大學球隊以15勝18敗作收。喬治最終得到全WAC最佳陣容第二隊及排名全WAC第二的罰球命中率及抄截。

### 大學數據統計
| 2008–09  | 弗雷斯諾 | 34 | 34 | 34.6 | 47.0 | 44.7 | 69.7 | 6.2 | 1.9 | 1.7 | 1.0 | 2.3 | 2.7 | 14.3 |
| 2009–10  | 弗雷斯諾 | 29 | 29 | 33.2 | 42.4 | 35.3 | 90.9 | 7.2 | 3.0 | 2.2 | 0.8 | 3.2 | 2.9 | 16.8 |
| 大學生涯 | 大學生涯 | 63 | 63 | 33.9 | 44.7 | 39.6 | 80.3 | 6.7 | 2.4 | 2.0 | 0.9 | 2.7 | 2.8 | 15.5 |

## NBA生涯

### 印第安納溜馬（2010–2017）

#### 2010-2011賽季：新人球季
2010年7月1日乔治與溜馬隊簽下他的新人合約，價值三百九十萬為兩年的受保障合約，並帶有球隊選項於第3年及第4年，於10月27日,喬治第1場NBA的處女秀對上馬刺隊，於23分鐘內5投1中得到4分，並於之後對上巫師隊的比賽中，得到單季個人新高的23分，在新人年因受限於上場時間，成績平平，但卻充分地展現他的實力，同時防守技巧也受到注目，於2011年NBA季後賽，喬治與蘭德里·菲爾茲是唯二先發上場的新秀。於當年被選入最佳新秀陣容第二隊。

#### 2011-2012賽季
2012年2月3日，在對上獨行俠隊的比賽中，喬治得到了30分9籃板5助攻5抄截1阻攻的精彩表現。同時也參加了當年的灌籃大賽及新秀挑戰賽。而當季喬治也站穩了先發地位。而在2012年NBA季後賽溜馬隊先以4-1擊敗魔術隊，但之後被當年的冠軍熱火隊擊敗，受到熱火強悍的防守下，喬治在分組準決賽中留下52投19中的糟糕成績。

#### 2012-2013賽季：爆發的球季
因為溜馬前一哥丹尼·格蘭傑的受傷，喬治調到小前鋒的位置，也從此大放異彩。2012年11月21日，喬治獨得生涯新高的37分並投進打破隊史記錄的9個三分球，超越名人堂球員雷吉·米勒，2013年2月13日在對上山貓隊的比賽，以23分12籃板12助攻2抄截的成績達成生涯第一個大三元
。而當季，喬治被選入東區明星隊，同時也是聯盟中唯一一位至少140次抄截及50次阻攻的球員，因其例行賽的表現，被選為當年的NBA最佳進步球員。同時也被選入最佳防守陣容第二隊、最佳陣容第三隊。並帶領著溜馬隊闖進2013年NBA季後賽。於季後賽期間，溜馬先後淘汰老鷹、尼克，於東區冠軍戰面對衛冕軍熱火隊，雙方廝殺至第7戰，最後溜馬隊敗北，無緣總冠軍戰。

#### 2013-2014賽季
2013年9月，溜馬隊與喬治簽下五年9000萬美金的合約，成為溜馬隊上薪水最高的球員，而在新條約中還附加「羅斯條款」，成為第4位享受這項新規定的球員。
溜馬隊於開季寫創下9連勝的隊史紀錄喬治也被選為「當週東區最佳球員」2013年12月3日，喬治攻下生涯新高的43分，外帶籃板、助攻和抄截各3的數據，於對上拓荒者的比賽。而喬治生涯第一次被選為11月份的單月東區最佳球員。
這年溜馬以東區第一再闖季後賽，雖然第一輪遭遇老鷹窮追不捨，但還是突破難關，連續兩年闖入東區決賽，東區決賽再對熱火，拿下第一場勝利之後，被對手連下三城，沒有退路的第五戰在他37分帶領下，以93:90驚險守成扳回一勝，可惜第六戰無力回天，以大分差92:117眼睜睜看著熱火連續四年闖入總決賽。

#### 2014-2015賽季：傷病痛的一年

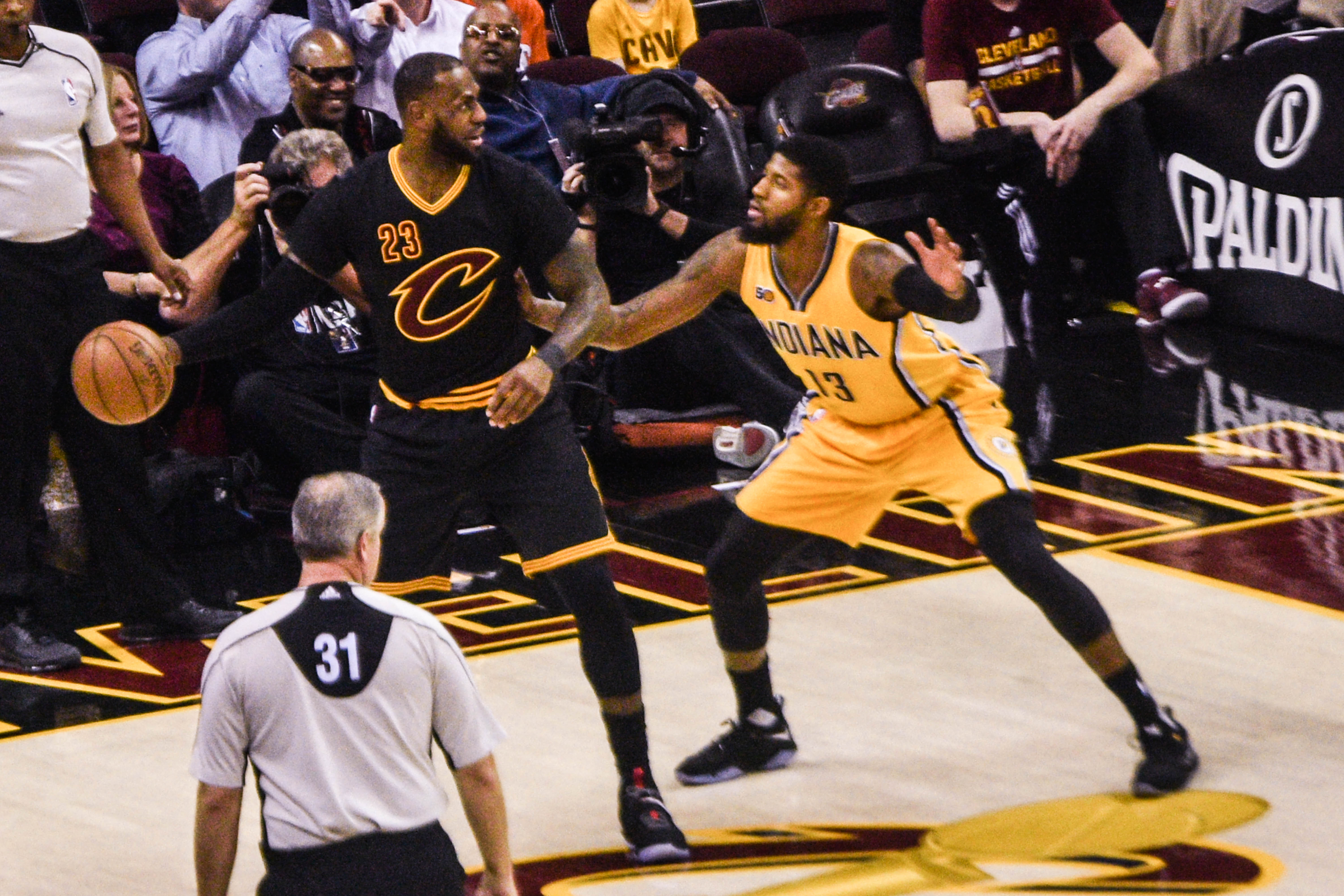
喬治對位勒布朗·詹姆斯

在2014年休賽期，喬治入選了2014年西班牙世界杯籃球賽美國國家代表隊的訓練營，他被認為是一個很好的防守專家。然而，在8月1日，在拉斯維加斯的混戰中，喬治防守時不慎踩到詹姆斯·哈登的腳並且撞上籃架，他的右小腿遭受了嚴重的複合性骨折。他迅速進行手術並用鋼釘固定。雖然沒有官方即時聲明他的傷勢情況，但他被認為可能缺席整個2014-15賽季。喬治曾表示，他希望在賽季期間能夠復出。2015/4/5日季賽後期喬治回歸陣容，第一場便在15分鐘內拿下13分，並在第四節開始投進兩顆重要的三分球，幫助溜馬(112)大勝熱火(89)。4月16日常規賽的最後一場主場比賽，喬治再次受傷，最終溜馬輸給灰熊無法取得季後賽的門票。

#### 2015-2016賽季
2015-16賽季結束後，喬治加入了美國國家隊參加2016年夏季奧林匹克運動會。

#### 2016-2017賽季
2017年4月10日，乔治當選該月最佳球員。

### 奧克拉荷馬雷霆（2017–2019）

#### 2017-2018賽季：三巨頭時期
2017年7月，乔治被交易到奧克拉荷馬雷霆，溜馬得到維克多·奧拉迪波和多曼塔斯·薩博尼斯。
喬治將與拉塞爾·威斯布魯克以及卡梅隆·安東尼組成三巨頭，向2017-2018年度NBA總冠軍發起挑戰。
4月24日,雷霆客場96-113不敵爵士，喬治出場40分鐘，21投9中得到32分6籃板2助攻2抄截。這是喬治個人生涯季後赛第9次單場砍下至少30分，而喬治季後赛單場得分紀錄是39分，分别是在2014年5月12日對巫師和2016年4月27日對暴龍的比赛中得到的。

#### 2018-2019賽季：雷霆雙槍
2017-2018賽季結束後，喬治的合約也隨之到期，許多專家或球迷都認為他會加盟洛杉磯的球隊，藉此回到他的家鄉加州打球，然而，保羅·喬治在自由市場開啟前，就宣布要與雷霆續約，最終簽訂一份 4 年 1.37 億美元的頂級協議。
2018年12月5日出戰籃網隊，不僅砍下個人2018-2019賽季新高的47分，末節拿下25分，寫下雷霆搬到奧克拉荷馬市後的隊史新紀錄，加上比賽最後三點一秒投進「準絕殺」三分球，率隊以114-112險勝籃網，收下四連勝。
2019年2月11日主場對決拓荒者，砍下了47分12籃板10助攻，帶領雷霆以120:111贏得比賽，這也是轉戰雷霆的第一場大三元。
2019年4月23日，喬治防守達米安·里拉德，被里拉德在接近中場的位置飆進大號絕殺三分球，率拓荒者在系列賽以4比1淘汰雷霆，導致了雷霆隊的重建。

### 洛杉磯快艇（2019–2024）

#### 2019-2020賽季：轉戰洛城
2018-19賽季結束後，喬治被交易至洛杉磯快艇，將與上季總冠軍賽MVP科懷.雷納德組雙巨頭。據報導指出，雷納德曾招募喬治與其聯手，最終促成這筆交易。
這年以西區第二身份打進季後賽，第一輪以4：2輕取獨行俠後，第二輪面對金塊，3：1的絕好優勢，被金塊連扳3場淘汰，錯失晉級西區決賽的機會，這是快艇連續第三次倒在準決賽，持續低迷的命中率，第七戰決勝節顆粒無收，更是翻船的原因之一。

#### 2020-21賽季：隊史首進西決
喬治與洛杉磯快艇簽下四年1.9億的延長合約。另外持有2024-25球員選擇權。2021年季後賽，在雷納德於次輪傷退的情況下，喬治扛起球隊進攻重任，於第六戰共得28分、9籃板、7助攻，幫助快艇淘汰猶他爵士，隊史首度闖進西區決賽。西區決賽第五戰，喬治繳出生涯季後賽的代表作，以41分、13籃板、6助攻率隊擊敗鳳凰城太陽。

#### 2021-22賽季
2022年4月15日，佐治進入健康及安全協議，無法在對新奧爾良塘鵝的附加賽中上陣。快艇最終遭鵜鶘擊敗而無緣季後賽。

#### 2022-23賽季
2023年3月21日，喬治於對陣雷霆隊的比賽中膝蓋受傷，缺席本季剩餘的賽事。

#### 2023-24賽季
2024年4月7日對陣騎士隊的比賽，喬治於快艇一度落後26分時挺身而出，於第四節砍下23分，命中致勝球並守住對方最後一擊，助球隊拿下本季第50勝。

### 費城七六人（2024-）

#### 2024-25賽季
在與快艇協議續約破局後，喬治選擇和76人簽下4年2.12億美金的長約，與喬爾.恩比德及泰里斯·馬克西組成三巨頭。然而，喬治於本季飽受傷病困擾，僅出戰41場便宣布賽季報銷，場均僅能攻下16.2分。

## 職業生涯數據

### NBA例行賽數據統計
| 賽季     | 球隊     | GP  | GS  | MPG  | FG%  | 3P%  | FT%   | RPG | APG | SPG  | BPG | PPG  |
| -------- | -------- | --- | --- | ---- | ---- | ---- | ----- | --- | --- | ---- | --- | ---- |
| 2010–11  | IND      | 61  | 19  | 20.7 | .453 | .297 | .762  | 3.7 | 1.1 | 1.0  | .4  | 7.8  |
| 2011–12  | IND      | 66  | 66  | 29.7 | .440 | .385 | .802  | 5.6 | 2.4 | 1.6  | .6  | 12.1 |
| 2012–13  | IND      | 79  | 79  | 37.6 | .419 | .362 | .807  | 7.6 | 4.1 | 1.8  | .6  | 17.4 |
| 2013–14  | IND      | 80  | 80  | 36.2 | .424 | .364 | .864  | 6.8 | 3.5 | 1.9  | .3  | 21.7 |
| 2014–15  | IND      | 6   | 0   | 15.2 | .367 | .409 | .727  | 3.7 | 1.0 | .8   | .2  | 8.8  |
| 2015–16  | IND      | 81  | 81  | 34.8 | .418 | .372 | .860  | 7.0 | 4.1 | 1.9  | .4  | 23.1 |
| 2016–17  | IND      | 75  | 75  | 35.9 | .461 | .394 | .898  | 6.6 | 3.3 | 1.6  | .4  | 23.7 |
| 2017–18  | OKC      | 79  | 79  | 36.6 | .430 | .401 | .822  | 5.7 | 3.3 | 2.0  | .5  | 21.9 |
| 2018–19  | OKC      | 77  | 77  | 36.9 | .438 | .386 | .839  | 8.2 | 4.1 | 2.2* | .4  | 28.0 |
| 2019–20  | LAC      | 48  | 48  | 29.6 | .439 | .412 | .876  | 5.2 | 3.9 | 1.4  | .4  | 21.5 |
| 2020–21  | LAC      | 54  | 54  | 33.7 | .467 | .411 | .868  | 6.6 | 5.2 | 1.1  | .4  | 23.3 |
| 2021–22  | LAC      | 31  | 31  | 34.7 | .421 | .354 | .858  | 6.9 | 5.7 | 2.2  | .4  | 24.3 |
| 2022–23  | LAC      | 56  | 56  | 34.6 | .457 | .371 | .871  | 6.1 | 5.1 | 1.5  | .4  | 23.8 |
| 2023–24  | LAC      | 74  | 74  | 33.8 | .471 | .413 | .907  | 5.2 | 3.5 | 1.5  | .5  | 22.6 |
| 職業生涯 | 職業生涯 | 867 | 819 | 33.7 | .440 | .385 | .854  | 6.3 | 3.7 | 1.7  | .4  | 20.8 |
| 明星賽   | 明星賽   | 8   | 3   | 24.8 | .492 | .373 | 1.000 | 3.6 | 3.1 | 1.4  | .1  | 18.6 |

### NBA季後賽數據統計
| 賽季     | 球隊     | GP  | GS  | MPG  | FG%  | 3P%  | FT%  | RPG | APG | SPG | BPG | PPG  |
| -------- | -------- | --- | --- | ---- | ---- | ---- | ---- | --- | --- | --- | --- | ---- |
| 2010–11  | IND      | 5   | 5   | 26.6 | .303 | .231 | .875 | 5.0 | 1.0 | 1.4 | 2.0 | 6.0  |
| 2011–12  | IND      | 11  | 11  | 33.7 | .389 | .268 | .786 | 6.6 | 2.4 | 1.6 | .4  | 9.7  |
| 2012–13  | IND      | 19  | 19  | 41.0 | .430 | .327 | .727 | 7.4 | 5.1 | 1.3 | .5  | 19.2 |
| 2013–14  | IND      | 19  | 19  | 41.1 | .438 | .403 | .789 | 7.6 | 3.8 | 2.2 | .4  | 22.6 |
| 2015–16  | IND      | 7   | 7   | 39.3 | .455 | .419 | .953 | 7.6 | 4.3 | 2.0 | .7  | 27.3 |
| 2016–17  | IND      | 4   | 4   | 42.9 | .386 | .429 | .867 | 8.8 | 7.3 | 1.8 | .5  | 28.0 |
| 2017–18  | OKC      | 6   | 6   | 41.9 | .408 | .365 | .861 | 6.0 | 2.7 | 1.3 | .7  | 24.7 |
| 2018–19  | OKC      | 5   | 5   | 40.8 | .436 | .319 | .816 | 8.6 | 3.6 | 1.4 | .2  | 28.6 |
| 2019–20  | LAC      | 13  | 13  | 36.8 | .398 | .333 | .909 | 6.1 | 3.8 | 1.5 | .5  | 20.2 |
| 2020–21  | LAC      | 19  | 19  | 40.8 | .441 | .336 | .844 | 9.6 | 5.4 | 1.0 | .5  | 26.9 |
| 2023–24  | LAC      | 6   | 6   | 37.1 | .411 | .367 | .840 | 6.8 | 4.8 | 1.2 | .5  | 19.5 |
| 職業生涯 | 職業生涯 | 114 | 114 | 39.0 | .423 | .352 | .826 | 7.5 | 4.1 | 1.5 | .5  | 21.2 |

## 外部連結
- 保羅·喬治在fiba.basketball（英语）
- 保羅·喬治在archive.fiba.com（存檔）（英语）
- 保羅·喬治在NBA官網（英语）
- 保羅·喬治在Basketball-Reference.com（NBA）（英语）
- 保羅·喬治在Basketball-Reference.com（國際）（英语）
- 保羅·喬治在Sports-Reference.com（NCAA）（英语）
- 保羅·喬治在ESPN（NBA）（英语）
- 保羅·喬治在Eurobasket.com（球員）（英语）
- 保羅·喬治在Proballers（英语）
- 保羅·喬治在RealGM（球員）（英语）
- 保羅·喬治在Olympedia（英语）